# 요절복통 프레드의 사랑찾기
《요절복통 프레드의 사랑찾기》(Wo Ist Fred?, Where Is Fred!?)는 독일에서 제작된 안노 사울 감독의 2006년 코미디, 멜로/로맨스 영화이다. 틸 슈바이거 등이 주연으로 출연하였고 에버하르트 융커스도르프 등이 제작에 참여하였다.

## 출연

### 주연
- 틸 슈바이거
- 알렉산드라 마리아 라라

### 조연
- 위르겐 포겔
- 아냐 클링
- 크리스토프 마리아 허브스트
- 타냐 벤젤
- 라몬 줄리아 코닉

## 기타
- 미술: 플로리안 루츠
- 배역: 엠라 에르템